# 세종특별자치시청
세종특별자치시청(世宗特別自治市廳)은 대한민국 세종특별자치시의 행정을 총괄하는 지방행정기관이다. 시장은 차관급 정무직공무원으로, 부시장은 고위공무원단 가등급에 속하는 일반직공무원이나 별정직 1급상당 지방공무원 또는 지방관리관으로 보한다.

## 청사
한솔동 3-2생활권인 보람동(옛 금남면 호탄리)에 4만1천661m2의 부지 위에 지하 1층·지상 6층, 건물면적 3만2천807m2 규모로 지어져 2015년 7월 1일 개청했다. 이외에 조치원읍의 구 연기군 청사를 제2청사, 남면(지금은 연기면) 월산리(지금은 누리동)의 한국토지주택공사 세종제1본부 사옥을 별관으로 활용하고 있다.

## 조직
행정 조직은 15만명(2015년) → 30만명(2020년) → 50만명(2030년)인 인구유입계획을 고려하여 정원 총 954명(일반 824명, 소방 130명), 실·국은 5개 이내로 설치되며, 이는 공주시·청주시 일부지역 편입, 기초 및 광역 사무를 함께 수행하는데 따른 필수 인력을 반영한 것이다. 다만, 효율적 인력운영을 위해 공무원교육원, 보건환경연구원 등은 설치하지 않고, 인근 충청남도청 등에 위탁할 예정이다.
부시장(행정, 정무), 실·국장, 과장의 직급은 세종시의 광역적 지위를 고려하여 타 시·도와 동일한 수준(부시장 1급, 실·국장 3급, 과장 4급)으로 하며 의회사무기구도 타 시·도와 같이 '처'로 설치된다. 소방행정조직 또한 광역적 지위를 고려하여 소방본부를 설치한다.
| 실·국                                                  | 관             | 담당관실·과                                                                              |
| ------------------------------------------------------ | -------------- | ---------------------------------------------------------------------------------------- |
|                                                        |                |                                                                                          |
| 시장 산하 하부조직                                     |                |                                                                                          |
|                                                        |                | 대변인실                                                                                 |
| 소방본부                                               | 소방본부       | 소방행정과ㆍ대응예방과ㆍ119종합상황실                                                    |
| 세종특별자치시감사위원회ㆍ세종특별자치시자치경찰위원회 |                |                                                                                          |
| 행정부시장 산하 하부조직                               |                |                                                                                          |
|                                                        |                | 운영지원과                                                                               |
| 기획조정실                                             | 정책기획관실   | 예산담당관실ㆍ청년정책담당관실ㆍ대외협력담당관실ㆍ규제개혁법무담당관실ㆍ정보통계담당관실 |
| 시민안전실                                             | 시민안전실     | 안전정책과ㆍ사회재난과ㆍ자연재난과ㆍ치수방재과ㆍ민원과ㆍ토지정보과                       |
| 자치행정국                                             | 자치행정국     | 자치행정과ㆍ참여공동체과ㆍ회계과ㆍ세정과ㆍ세원관리과                                     |
| 보건복지국                                             | 보건복지국     | 복지정책과ㆍ여성가족과ㆍ아동청소년과ㆍ노인장애인과ㆍ보건정책과ㆍ감염병관리과             |
| 문화체육관광국                                         | 문화체육관광국 | 문화예술과ㆍ체육진흥과ㆍ관광문화재과ㆍ교육지원과                                         |
| 건설교통국                                             | 건설교통국     | 도시과ㆍ건축과ㆍ주택과ㆍ도로과ㆍ교통과ㆍ도시경관과                                       |
| 환경녹지국                                             | 환경녹지국     | 환경정책과ㆍ자원순환과ㆍ상하수도과ㆍ산림공원과                                           |
| 경제부시장 산하 하부조직                               |                |                                                                                          |
| 경제산업국                                             | 경제산업국     | 경제정책과ㆍ일자리정책과ㆍ기업지원과ㆍ투자유치과ㆍ농업정책과ㆍ로컬푸드과ㆍ동물위생방역과 |
| 미래전략본부                                           | 미래전략본부   | 전략기획과ㆍ미래수도기반조성과ㆍ지역균형발전과ㆍ지능형도시과                             |

| - 세종특별자치시보건환경연구원 - 세종특별자치시보건소 - 세종특별자치시농업기술센터 - 소방서 - 세종북부소방서 - 세종남부소방서 | - 세종특별자치시시설관리사업소 - 세종특별자치시공공건설사업소 - 세종특별자치시공원관리사업소 - 세종특별자치시도로관리사업소 - 세종특별자치시립도서관 - 세종특별자치시차량등록사업소 - 세종특별자치시국회세종의사당건립지원협력사무소 - 세종특별자치시상하수도사업소 |

## 산하 자치단체
세종특별자치시는 대한민국 지방자치법 상 광역자치단체로 분류되어 산하에 자치구와 군을 가질 법적 권한은 있으나, 현재 가지고 있지 않다.

## 정원
세종특별자치시청에 두는 지방공무원의 정원은 다음과 같다.
| 총계      | 총계                        | 1,196명 |
| --------- | --------------------------- | ------- |
| 정무직 계 | 정무직 계                   | 2명     |
|           | 시장                        | 1명     |
|           | 위원장                      | 1명     |
|           |                             |         |
| 일반직 계 | 일반직 계                   | 1,105명 |
|           | 1급 이하 2급 이상           | 1명     |
|           | 3급 이하 5급 이상           | 281명   |
|           | 6급 이하                    | 819명   |
|           | 전문경력관                  | 4명     |
|           |                             |         |
| 연구직 계 | 연구직 계                   | 4명     |
|           | 연구관                      | 2명     |
|           | 연구사                      | 2명     |
|           |                             |         |
| 지도직 계 | 지도직 계                   | 2명     |
|           | 지도사                      | 2명     |
|           |                             |         |
| 소방직 계 | 소방직 계                   | 75명    |
|           | 소방정                      | 1명     |
|           | 소방령 이하                 | 74명    |
|           |                             |         |
| 별정직 계 | 별정직 계                   | 8명     |
|           | 1급 상당 이하 2급 상당 이상 | 1명     |
|           | 3급 상당 이하 5급 상당 이상 | 3명     |
|           | 6급 상당 이하               | 4명     |

## 재정
2022년 총예산은 전년도에 비해 5.73% 증가한 1조 9213억 2795만 4000원이며, 총수입·총지출 기준 구체적인 재정 규모는 다음과 같다.
| 구분                    | 세입예산             | 작년 대비 증감 |
| ----------------------- | -------------------- | -------------- |
| 지방세수입              | 8250억 9847만 7000원 | +12.17%        |
| 세외수입                | 2170억 2152만 3000원 | +50.23%        |
| 지방교부세              | 965억 원             | +9.26%         |
| 보조금                  | 3894억 9687만 3000원 | +13.75%        |
| 지방채                  | 637억 원             | -8.87%         |
| 보전수입 등 및 내부거래 | 3295억 1108만 1000원 | -24.53%        |

| 구분                  | 구분                  | 세출예산             | 작년 대비 증감 |
| 분야                  | 부문                  | 세출예산             | 작년 대비 증감 |
| --------------------- | --------------------- | -------------------- | -------------- |
| 일반공공행정          | 일반공공행정          | 1774억 3623만 4000원 | -13.33%        |
|                       | 입법및선거관리        | 91억 2899만 1000원   | +169.87%       |
|                       | 지방행정·재정지원     | 192억 545만 6000원   | +16.58%        |
|                       | 재정·금융             | 201억 2190만 원      | +28.8%         |
|                       | 일반행정              | 1289억 7988만 7000원 | -23.79%        |
| 공공질서및안전        | 공공질서및안전        | 1038억 7381만 9000원 | +21.03%        |
|                       | 경찰                  | 7억 1879만 2000원    | 순증           |
|                       | 재난방재·민방위       | 273억 6960만 6000원  | +65.86%        |
|                       | 소방                  | 757억 8542만 1000원  | +9.33%         |
| 교육                  | 교육                  | 990억 1211만 1000원  | +13.23%        |
|                       | 유아및초중등교육      | 959억 9045만 9000원  | +13.15%        |
|                       | 평생·직업교육         | 30억 2165만 2000원   | +15.93%        |
| 문화및관광            | 문화및관광            | 805억 6740만 4000원  | +10.14%        |
|                       | 문화예술              | 396억 2073만 원      | +9.87%         |
|                       | 관광                  | 47억 1143만 4000원   | +22.1%         |
|                       | 체육                  | 336억 7714만 2000원  | +9.62%         |
|                       | 문화재                | 24억 2509만 8000원   | -1.75%         |
|                       | 문화및관광일반        | 1억 3300만 원        | +216.67%       |
| 환경                  | 환경                  | 2543억 4802만 8000원 | -2.74%         |
|                       | 상하수도·수질         | 1079억 1180만 9000원 | -37.28%        |
|                       | 폐기물                | 1081억 2944만 2000원 | +45.77%        |
|                       | 대기                  | 127억 5885만 8000원  | +157.23%       |
|                       | 자연                  | 136억 9028만 6000원  | +194.37%       |
|                       | 환경보호일반          | 118억 5763만 3000원  | +109.63%       |
| 사회복지              | 사회복지              | 4459억 9198만 9000원 | +8.03%         |
|                       | 기초생활보장          | 556억 7229만 4000원  | +6.87%         |
|                       | 취약계층지원          | 592억 1709만 3000원  | +18.75%        |
|                       | 보육·가족및여성       | 1755억 3789만 2000원 | +4.45%         |
|                       | 노인·청소년           | 1161억 5858만 2000원 | +12.59%        |
|                       | 노동                  | 89억 6984만 2000원   | -18.14%        |
|                       | 보훈                  | 36억 7267만 4000원   | +36.82%        |
|                       | 주택                  | 183억 6638만 4000원  | +0.26%         |
|                       | 사회복지일반          | 83억 9722만 8000원   | +9.34%         |
| 보건                  | 보건                  | 536억 3465만 7000원  | +51.13%        |
|                       | 보건의료              | 520억 3750만 8000원  | +52.72%        |
|                       | 식품의약안전          | 15억 9714만 9000원   | +12.92%        |
| 농림해양수산          | 농림해양수산          | 1244억 2321만 원     | +41.02%        |
|                       | 농업·농촌             | 987억 5347만 9000원  | +40.23%        |
|                       | 임업·산촌             | 256억 6973만 1000원  | +44.12%        |
| 산업·중소기업및에너지 | 산업·중소기업및에너지 | 716억 945만 4000원   | +20.29%        |
|                       | 산업금융지원          | 274억 9119만 5000원  | +90.25%        |
|                       | 무역및투자유치        | 222억 3531만 3000원  | -0.11%         |
|                       | 산업진흥·고도화       | 139억 5586만 1000원  | -12.18%        |
|                       | 에너지및자원개발      | 65억 6419만 8000원   | +13.48%        |
|                       | 산업·중소기업일반     | 13억 6288만 7000원   | +19.22%        |
| 교통및물류            | 교통및물류            | 1010억 6만 3000원    | +11.64%        |
|                       | 도로                  | 237억 1999만 원      | +41.54%        |
|                       | 대중교통·물류등기타   | 772억 8007만 3000원  | +4.84%         |
| 국토및지역개발        | 국토및지역개발        | 1717억 194만 1000원  | -13.5%         |
|                       | 수자원                | 275억 715만 9000원   | +8.52%         |
|                       | 지역및도시            | 1265억 5969만 9000원 | -15.24%        |
|                       | 산업단지              | 176억 3508만 3000원  | -25.99%        |
| 과학기술              | 과학기술              | 67억 8791만 1000원   | +20.21%        |
|                       | 과학기술연구지원      | 37억 7692만 4000원   | 순증           |
|                       | 과학기술일반          | 30억 1098만 7000원   | -46.88%        |
| 예비비                | 예비비                | 90억 1854만 3000원   | -3.44%         |
|                       | 예비비                | 90억 1854만 3000원   | -3.44%         |
| 기타                  | 기타                  | 2219억 2259만 원     | +8.47%         |
|                       | 기타                  | 2219억 2259만 원     | +8.47%         |

## 사건·사고 및 논란

### 유한식 시장 딸 인사 논란
2012년 8월 6일 유한식 세종특별자치시장의 딸 유씨의 특혜 전입 의혹에 이어 세종특별자치시청이 유씨를 다른 전입자와 달리 직급을 내리지 않고 전입시킨 사실이 밝혀져 파장이 일었다. 유씨는 2012년 7월 18일자로 대전광역시 유성구에서 7급(지방행정주사보)으로 승진했는데, 세종특별자치시청이 유씨를 전입시키면서 직급을 내리지 않은 채 기획조정실로 인사발령을 냈다. 세종특별자치시 인근 지방자치단체 공무원들이 세종특별자치시청 근무를 선호해 유씨와 같이 일방적인 전입을 할 경우 직급을 낮춰 들어오게 되어 있지만 유한식 시장의 딸 유아무개씨는 직급을 낮추지 않은 채 기획조정실에 인사발령을 낸 것이다. 유씨와 동일한 사유로 충청북도 단양군에서 전입한 임씨는 8급에서 9급(지방행정서기보)으로 직급을 낮춰 전의면사무소에 배치했다.
이에 대해 세종시 인사조직담당관은 "유씨를 부서 배치 때 7급에서 8급으로 내려서 배치했다"며 "아마도 강등 표시가 누락돼 오해가 생긴 것 같다"고 해명했다. 하지만 세종특별자치시민들은 물론 세종특별자치시청에 근무하는 공무원들 사이에서도 인사담당부서의 해명을 믿지 않고 있다. 세종특별자치시청이 유씨에 대해 '공모가 아닌 개별모집을 통한 일방적인 전입이라는 점, 광역업무 경험이 없는데도 전입 후 기획조정실이라는 요직에 배치한 점, 6일자 인사발령 공문에 유씨의 직급을 7급(지방행정주사보)으로 표기한 점'을 들어 시가 "직급을 내리는 것을 실수로 누락시켰다"는 해명을 못 믿겠다는 반응을 보였으며 세종특별자치시청이 유씨의 직급을 내리지 않고 배치했다가 들통이 나 문제가 되자 공지가 아닌 내부 문서로 슬그머니 직급을 내렸다는 의혹을 일고 있다.
2012년 8월 8일 세종특별자치시청이 '직급을 내려 세종특별자치시청으로 전입한 자에 대한 1년 승진제한 방침을 경력과 근무성적 등을 고려해 완화할 수 있다'는 내용으로 내부 행정시스템으로 각 부서에 통지한 사실도 밝혀졌다. 유 시장의 딸이 기획조정실로 배치된 날 인사조직부서에서 이와 같은 공지를 올린 것에 대해 공무원 내부에서는 '특정인을 염두에 둔 조치가 아니겠느냐'는 의혹이 강하게 제기되는 등 공무원 사회가 술렁거리고 있다.
사태가 심각해지자 인사조직담당관은 "승진제한 규정이 법으로 정해진 게 아니라 기관에서 운영하는 방침인데 아직은 변경된 바 없다, 하지만 여건이 된다면 완화할 수도 있다"며 "유씨가 2004년 임용되었지만 유성으로 갈 때도 강임되어 갔고, 이번에 겨우 승진했는데 다시 강임됐다"면서 오히려 아버지(유한식 시장) 때문에 피해를 본 경우라며 유씨의 입장을 대변하는 해명을 늘어놓았다. 이에 대해 세종특별자치시청에 근무하는 A씨는 "기존에 직급을 내려 전입 와 오랜 기간 복원 안 된 사람들도 있는데 특정인이 들어오면서 이같은 방침이 나오면 특정인을 위한 조치라는 의혹은 당연하다"고 주장했다.
한편, 유 시장의 장녀 유 모씨는 2004년 8월 9급으로 충청남도 연기군에서 공무원 생활을 시작한 뒤, 8급으로 승진하고, 2008년 1월 대전광역시 유성구청으로 전입해 구민봉사실, 과학산업과, 교육과학 일자리추진단 등에서 근무하며 7급으로 승진했으며, 세종특별자치시청으로 전입하기 직전에는 노은동 주민자치센터에서 복무해 왔다.
2012년 8월 14일 세종특별자치시청 공보관이 읍·면·동장에 전화로 읍·면·동 민원실에 배포된 세종포스트를 수거해 폐기처분하라고 지시했으며 연기면사무소 민원실에 배포된 세종포스트 20여부가 지시를 받은 공무원에 의해 폐기처분된 사실이 확인됐다. 연기면사무소에 근무하는 공무원 K씨는 "위(세종특별자치시청)에서 지시가 내려와 <세종포스트> 20여 부를 수거해 폐기처분했다."라고 실토했다.
이에 대해 공보관 K씨는 "각 읍·면·동에 세종포스트 8월 14일자(제37호)를 수거해서 폐기처분하라는 지시를 내렸다"며 "오랫동안 공직생활을 했는데 이 자리가 진짜 힘들다"라고 하소연하였다. 또한 "윗선 지시로 세종포스트를 수거하라고 한 것은 아니다. 신문사 입장에서 상당히 기분 나쁠 것이다. 본인이 감수하겠다."라며 폐기처분에 대해 책임지겠다고 밝혔다.
2012년 8월 22일 세종참여자치시민연대, 세종교육희망네트워크, 전국교원노동조합 세종지회, 세종교육혁신포럼, 세종도서관연대, 세종여성문학회 길마지, 세종특별자치시발전위원회 등 세종특별자치시 시민단체연합은 세종특별자치시장의 사죄와 재발방지 약속, 딸과 측근들에 대한 인사조치 철회, 의혹을 제기한 신문을 수거·폐기하라 지시한 공보관에 대한 징계 등을 요구하는 성명을 발표했으며 이같은 조치가 없을 경우 주민소환운동 등 사회적·법적 책임을 묻기 위한 행동에 돌입하겠다고 밝혔다.
2012년 8월 23일 충청신문은 보도를 통해 유씨는 2008년 1월 29일 대전광역시로 전입될 당시 지방행정서기(8급)에서 지방서기보(9급)로 한 직급강등돼 전입됐고, 2012년 8월 8일 세종특별자치시청 전입인사에서는 지방행정주사보인 7급에서 8급인 지방행정서기로 강등 전입되었다고 밝혔다. 또한, 경험이 전무함에도 요직 배치를 받는 등 특혜라는 논란에 대해서는 세종시가 출범하기전인 연기군청 시절인 2005년 8월부터 2006년 12월말까지 연기군청 기획감사실에서 근무했고, 또 2007년에도 기획실에서 잠시 근무한 것으로 확인이 됐으며, 대전광역시에서도 유씨는 유성구청 과학산업과 교육과학일자리추진단 등 기획부서와 자치구 본청에서 근무한 경험이 있는 것으로 확인됐다고 보도하였다.

## 같이 보기
- 세종특별자치시
- 세종특별자치시장
- 세종특별자치시 부시장
- 대한민국 행정중심복합도시건설청
- 세종특별자치시의회
- 세종특별자치시교육청
- 세종특별자치시체육회